# Hartree
Um Hartree (símbolo Eh) é a  unidade atômica de energia, chamada assim pelo físico Douglas Hartree.
A energia de Hartree é igual ao valor absoluto da energia potencial elétrica do átomo de hidrogênio em seu estado fundamental. Este valor é exatamente o dobro do valor absoluto da energia de ligação do elétron no estado fundamental do átomo de hidrogênio, |E1| (não é exatamente igual a duas vezes a energia de ionização devido à massa finita do próton; ver massa reduzida).
{\displaystyle E_{\mathrm {h} }={\hbar ^{2} \over {m_{e}a_{0}^{2}}}=m_{e}c^{2}\alpha ^{2}={\hbar c\alpha  \over {a_{0}}}}
= 2 Ry = 2 R∞hc
≜ 27.211386245988(53) eV
≜ 4.3597447222071(85)×10−18 J
≜ 4.3597447222071(85)×10−11 erg
≜ 2625.4996394799(50) kJ/mol
≜ 627.5094740631(12) kcal/mol
≜ 219474.63136320(43) cm−1
≜ 6579.683920502(13) THz
≜ 315775.02480407(61) K
onde:
{\displaystyle \hbar \ } é a constante de Planck reduzida,
{\displaystyle m_{e}\ } é a massa em repouso do elétron,
{\displaystyle a_{0}\ } é o raio de Bohr,
{\displaystyle c\ } é a velocidade da luz no vácuo, e
{\displaystyle \alpha \ } é a constante de estrutura fina.
A CODATA define como:
Eh=h2/mea02= 4.359 7482 (26) ´ 10–18 J,
onde h é a constante de Planck dividida por {\displaystyle 2\pi }, me a massa do elétron e a0 o raio de Bohr.